# USS Admiralty Islands (CVE-99)
USS Admiralty Islands (CVE-99) là một tàu sân bay hộ tống lớp Casablanca được Hải quân Hoa Kỳ chế tạo trong Chiến tranh Thế giới thứ hai; tên nó được đặt theo quần đảo Admiralty ở phía Bắc Papua New Guinea, nơi diễn ra một loạt các trận chiến từ tháng 2 đến tháng 5 năm 1944. Admiralty Islands đã hoạt động cho đến hết Thế Chiến II, xuất biên chế năm 1946 và bị bán để tháo dỡ năm 1947. Nó được tặng thưởng ba Ngôi sao Chiến trận do thành tích phục vụ trong Thế Chiến II.

## Thiết kế và chế tạo
Con tàu được đặt lườn như là chiếc Chaplin Bay tại Xưởng tàu Vancouver của hãng Kaiser Company, Inc. ở Vancouver, Washington vào ngày 26 tháng 2 năm 1944. Nó được đổi tên thành Admiralty Islands vào ngày 26 tháng 4 năm 1944 trước khi được hạ thủy vào ngày 10 tháng 5 năm 1944; được đỡ đầu bởi bà Homer N. Wallin, phu nhân Chuẩn đô đốc Homer N. Wallin, Chỉ huy trưởng Căn cứ Hải quân Tacoma, Washington. Con tàu được hải quân sở hữu và nhập biên chế tại Astoria, Oregon vào ngày 13 tháng 6 năm 1944 dưới quyền chỉ huy tạm thời bởi Đại tá Hải quân J. D. Barner; trước khi Hạm trưởng, Đại tá Hải quân M. E. A. Gouin, tiếp nhận cùng ngày hôm đó.

## Lịch sử hoạt động
Admiralty Islands khởi hành vào ngày 2 tháng 7 năm 1944 cho chuyến đi chạy thử máy tại Puget Sound trước khi lên đường đi San Francisco, nơi nó nhận nhiên liệu và xăng máy bay. Nó đi đến San Diego vào ngày 14 tháng 7 để tiếp tục huấn luyện, rồi tham gia Hải đội Tàu sân bay Vận tải trực thuộc Hạm đội Thái Bình Dương, đảm nhiệm vai trò vận chuyển máy bay thay thế, vật liệu và nhân sự để tiếp liệu cho các tàu sân bay hoạt động nơi tuyến đầu.
Sau một chặng dừng ngắn tại Trân Châu Cảng, Admiralty Islands lên đường đi sang quần đảo Marshall, chất dỡ hàng hóa tại đảo san hô Majuro vào ngày 9 tháng 8, rồi lập tức quay trở về Trân Châu Cảng. Con tàu lại vận chuyển thêm nhiều hành khách và máy bay quay trở lại San Francisco, đến nơi vào ngày 24 tháng 8. Trong tháng 9, nó thực hiện chuyến đi khứ hồi từ vùng bờ Tây đến Finschhafen, New Guinea, và sau khi đi đến San Diego vào ngày 7 tháng 10, con tàu được cải biến từ ngày 8 đến ngày 26 tháng 10. Nó lên đường đi Alameda, California vào ngày 29 tháng 10 để tiếp nhận máy bay và nhân sự Lục quân để chuyển đến New Guinea, đi đến Finschhafen vào ngày 21 tháng 11. Sau khi chất dỡ hàng hóa, nó tiếp tục đi đến đảo Manus, và sau một chặng dừng ngắn tại cảng Seeadler vào ngày 23 tháng 11, nó ghé qua Trân Châu Cảng trong các ngày 6-7 tháng 12, và về đến San Diego một tuần sau đó. Nó tiếp tục đón nhận máy bay và nhân sự rồi quay trở lại Trân Châu Cảng vào ngày 24 tháng 12, tiếp tục hành trình đi Guam ngay ngày hôm sau.
Admiralty Islands đi đến Guam vào ngày 6 tháng 1 năm 1945, tiến hành các hoạt động huấn luyện ôn tập hạ cánh ngoài khơi đảo này trong hai ngày, rồi lên đường đi Trân Châu Cảng vào ngày 10 tháng 1. Nó về đến khu vực quần đảo Hawaii vào ngày 20 tháng 1, nơi nó được sửa chữa động cơ. Sau khi kết thúc công việc trong xưởng tàu vào ngày 31 tháng 1, nó tiếp nhận 61 máy bay thay thế rồi lên đường vào ngày 2 tháng 2, hỗ trợ cho hoạt động của các tàu sân bay hạm đội trong Trận Iwo Jima. Sau các chặng dừng ngắn tại Eniwetok và Ulithi, nó lên đường vào ngày 16 tháng 2 trong thành phần Đội đặc nhiệm 50.8, một đội hỗ trợ tiếp liệu cho Lực lượng Đặc nhiệm 58. Cho đến cuối tháng 2, nó cung cấp máy bay và phi công thay thế bù đắp những tổn thất của các tàu sân bay nhanh, trước khi quay trở về Guam vào ngày 2 tháng 3 để tiếp liệu và sửa chữa nhỏ những hư hại lườn tàu. Nó lại cùng Đội đặc nhiệm 50.8 lên đường vào ngày 13 tháng 3, lần này nhằm hỗ trợ các hoạt động của tàu sân bay tại Okinawa. Nó chỉ ngắt quãng vai trò hỗ trợ của mình trong những chuyến đi ngắn đến Guam để được tiếp liệu.

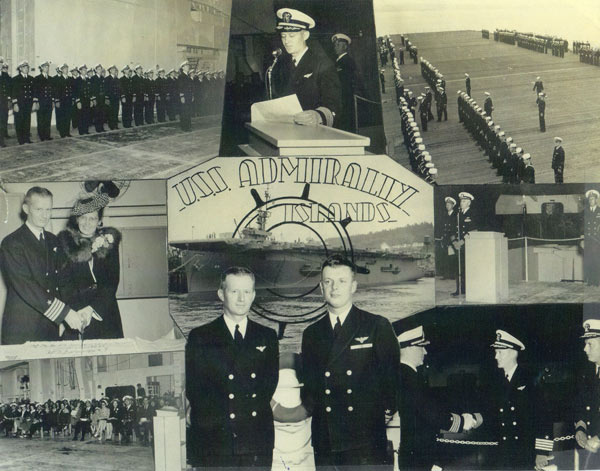
Admiralty Islands trong buổi lễ nhập biên chế

Vào ngày 18 tháng 4, Admiralty Islands chịu đựng tổn thất đầu tiên trong chiến đấu gần Okinawa. Con tàu bước vào trực chiến lúc 12 giờ 17 phút, và phóng những máy bay thay thế mới lên lúc 13 giờ 52 phút. Các phi công chuyển giao một máy bay tiêm kích Grumman F6F Hellcat, hai máy bay ném bom-ngư lôi Grumman TBF Avenger và hai máy bay ném bom bổ nhào Curtiss SB2C Helldiver sang tàu sân bay Essex (CV-9). Đến 14 giờ 06 phút, nó bắt đầu tiếp nhận mười máy bay bị hư hỏng của Essex để sửa chữa hay loại bỏ. Một chiếc Hellcat F6F-5 do Thiếu úy Roy Edward Jones điều khiển là chiếc đầu tiên quay trở về để hạ cánh. Anh phản ứng chậm với tín hiệu cảnh báo "chậm" và "ngược hướng", rồi nhận mệnh lệnh "cất cánh" đưa ra quá trễ từ Sĩ quan Tín hiệu Hạ cánh; cú tăng ga hết mức không đủ để nâng chiếc máy bay đang hạ xuống, nên móc đuôi vướng vào cáp hãm số 5. Chiếc Hellcat va chạm mạnh vào tháp pháo phòng không và vỡ làm đôi; phần phía trước rơi qua mạn trái con tàu với phi công còn bị kẹt trong buồng lái; trong khi phần đuôi máy bay vẫn còn vướng vào cáp hãm số 5. Viên Sĩ quan Tín hiệu Hạ cánh buộc phải nhảy vào lưới bảo hộ an toàn và bị gảy chân. Thiếu úy Jones được ghi nhận như mất tích trong chiến đấu.

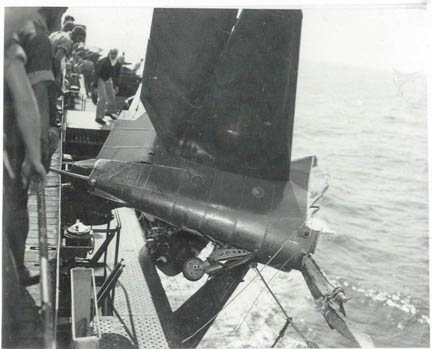
Phần đuôi chiếc Hellcat của Thiếu úy Jones. Thủy thủ đang tìm kiếm phần máy bay bị chìm

Admiralty Islands quay trở về Guam vào ngày 24 tháng 4, tiến hành sửa chữa nồi hơi số 2 bị hỏng sau khi về đến nơi. Sau khi hoàn tất sửa chữa, nó khởi hành vào ngày 14 tháng 5 để gia nhập trở lại Đội đặc nhiệm 50.8 cho các hoạt động ngoài khơi Okinawa. Nó cung cấp nhiều máy bay thay thế trước khi đi đến Saipan ngang qua Guam vào ngày 15 tháng 6, và ở lại đây trong khoảng hai tuần cho đến khi được lệnh gia nhập trở lại Đội đặc nhiệm 30.8, và hỗ trợ các cuộc không kích và bắn phá xuống các đảo chính quốc Nhật Bản. Chiếc tàu sân bay chịu đựng một tổn thất trong chiến đấu khác vào ngày 20 tháng 7, khi một thùng nhiên liệu phụ trên máy bay không thể phóng bỏ lúc đang bay đã rơi xuống sàn đáp khi hạ cánh. Thùng nhiên liệu phụ phát nổ trên sàn đáp bằng gỗ khiến ba máy bay bốc cháy và một người thiệt mạng do đám cháy.
Admiralty Islands được cho tách khỏi Đệ Tam hạm đội vào ngày 21 tháng 7 để hướng đến Guam, nơi nó chất dỡ hàng hóa và tiếp nhiên liệu cho hành trình quay trở về vùng bờ Tây. Nó về đến San Diego vào ngày 11 tháng 8, rồi tiếp tục đi đến San Pedro, California để sửa chữa và cải biến. Phần lớn công việc cải biến bị hủy bỏ sau khi Nhật Bản đầu hàng kết thúc cuộc xung đột, và nó lên đường vào ngày 1 tháng 9 để tham gia Chiến dịch Magic Carpet giúp hồi hương những cựu chiến binh phục vụ ở nước ngoài. Nó đảm trách nhiệm vụ này cho đến ngày 24 tháng 4 năm 1946, khi con tàu được cho xuất biên chế. Tên nó được cho rút khỏi danh sách Đăng bạ Hải quân vào ngày 8 tháng 5 năm 1946, và lườn tàu bị bán vào ngày 2 tháng 1 năm 1947 cho hãng Zidell Machinery and Supply Company tại Portland, Oregon để tháo dỡ.

## Phần thưởng
Admiralty Islands được tặng thưởng ba Ngôi sao Chiến trận do thành tích phục vụ trong Thế Chiến II.